# André Villeneuve
Pour les articles homonymes, voir Villeneuve.
André Villeneuve, né le 13 janvier 1961 à Lavaltrie, est un entrepreneur et homme politique québécois.
Il est député à l'Assemblée nationale du Québec de la circonscription de Berthier de 2008 à 2018, sous la bannière du Parti québécois.
Il est maire de la municipalité de Lanoraie de 2000 à 2008 et de nouveau à partir de 2021.

## Biographie
André Villeneuve étudie en sciences humaines au Cégep de Maisonneuve et en techniques administratives au Cégep de l'Assomption. Il est entrepreneur en aménagement paysager de 1982 à 1988, puis entrepreneur spécialisé en finition de béton de 1989 à 2008.
Élu maire en 1999, il est l'initiateur du regroupement des municipalités de Lanoraie-D’Autray et de Saint-Joseph-de-Lanoraie pour créer la nouvelle municipalité de Lanoraie en 2000. Promoteur d’une démarche de démocratie participative, il fait rapidement adopter un plan directeur de développement. En 2006, il mène à terme la mise en place de puits municipaux en zone agricole avec la collaboration des citoyens propriétaires, des syndicats agricoles, de la Commission de protection du territoire agricole du Québec : une première au Québec.
En 2009, il reçoit un prix de reconnaissance de la Table des partenaires du développement social de Lanaudière pour l'ensemble de son œuvre politique et est le président d'honneur de l'Opération Nez rouge Lanaudière.

## Carrière politique
Il est maire de la municipalité de Lanoraie de 2000 à 2008, préfet de la MRC de D'Autray de 2005 à 2007, puis député péquiste de l'Assemblée nationale du Québec. Il représente la circonscription de Berthier de l'élection générale québécoise de 2008 jusqu'à celle de 2018. Il est le porte-parole de l'opposition officielle en matière de tourisme, de faune et de parcs du 9 janvier 2009 au 27 janvier 2010, puis en matière d'affaires municipales du 27 janvier 2010 au 27 août 2010. Il est ensuite adjoint parlementaire au ministre des Transports et ministre des Affaires municipales, des Régions et de l'Occupation du territoire de 2012 à 2014.
Il est défait lors des élections du 1er octobre 2018 par l'ancienne animatrice et candidate vedette de la Coalition avenir Québec, Caroline Proulx.
Il est réélu en tant que maire de Lanoraie en 2021.

## Résultats électoraux
|                                                                                               | Nom                        | Parti               | Nombre de voix | %      | Maj.  |
| --------------------------------------------------------------------------------------------- | -------------------------- | ------------------- | -------------- | ------ | ----- |
|                                                                                               | Caroline Proulx            | Coalition avenir    | 18 048         | 45,1 % | 6 481 |
|                                                                                               | André Villeneuve (sortant) | Parti québécois     | 11 567         | 28,9 % | -     |
|                                                                                               | Louise Beaudry             | Québec solidaire    | 6 169          | 15,4 % | -     |
|                                                                                               | Robert Magnan              | Libéral             | 3 052          | 7,6 %  | -     |
|                                                                                               | Jérôme St-Jean             | Vert                | 687            | 1,7 %  | -     |
|                                                                                               | Rémi Bourdon               | Citoyens au pouvoir | 467            | 1,2 %  | -     |
| Total                                                                                         | Total                      | Total               | 39 990         | 100 %  |       |
| Le taux de participation lors de l'élection était de 69,8 % et 752 bulletins ont été rejetés. |                            |                     |                |        |       |